# Extreme 40

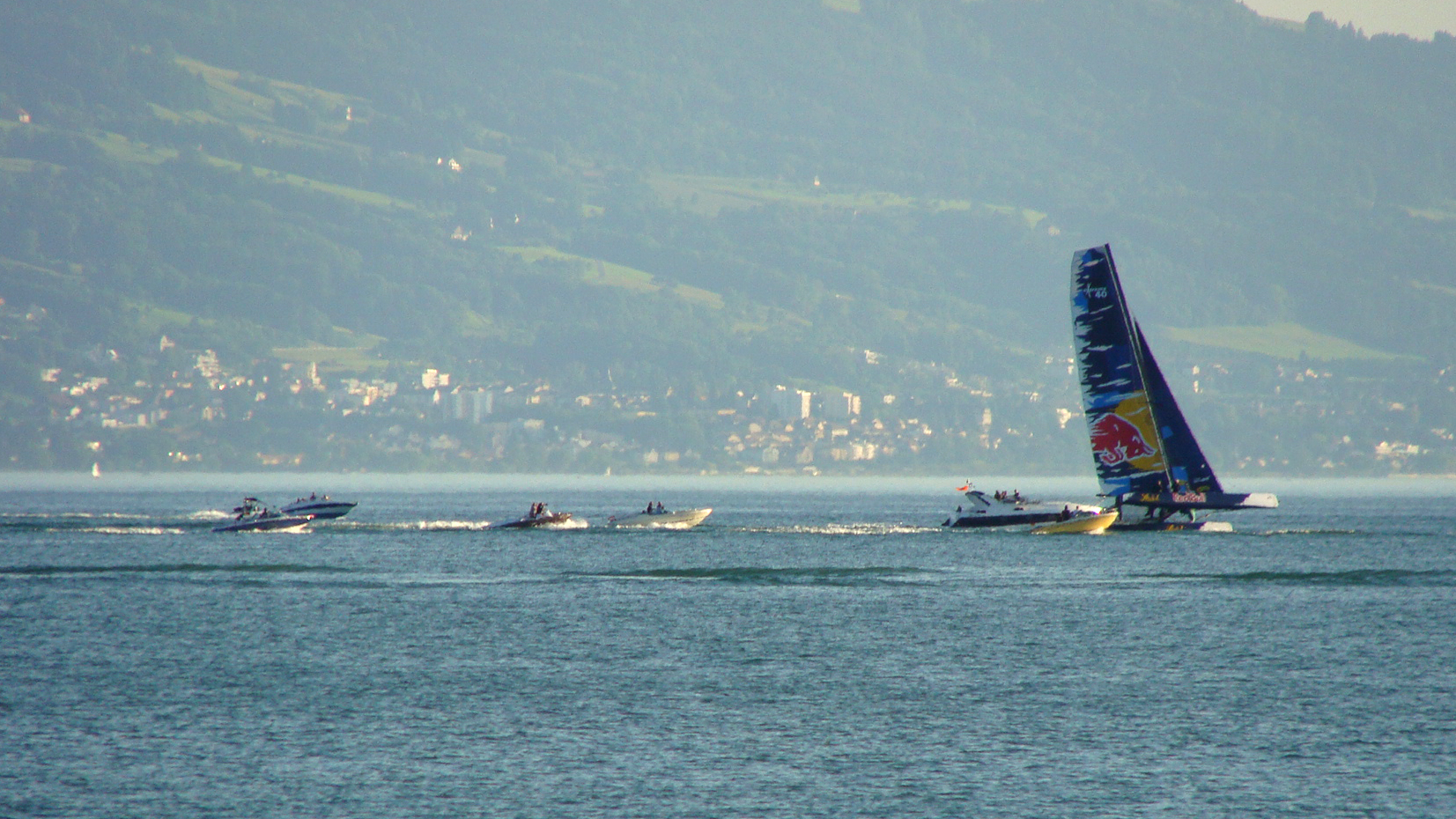
Roman Hagara mit dem Extreme-40-Katamaran „Red Bull“ bei der Rund um den Bodensee (Juni 2010)

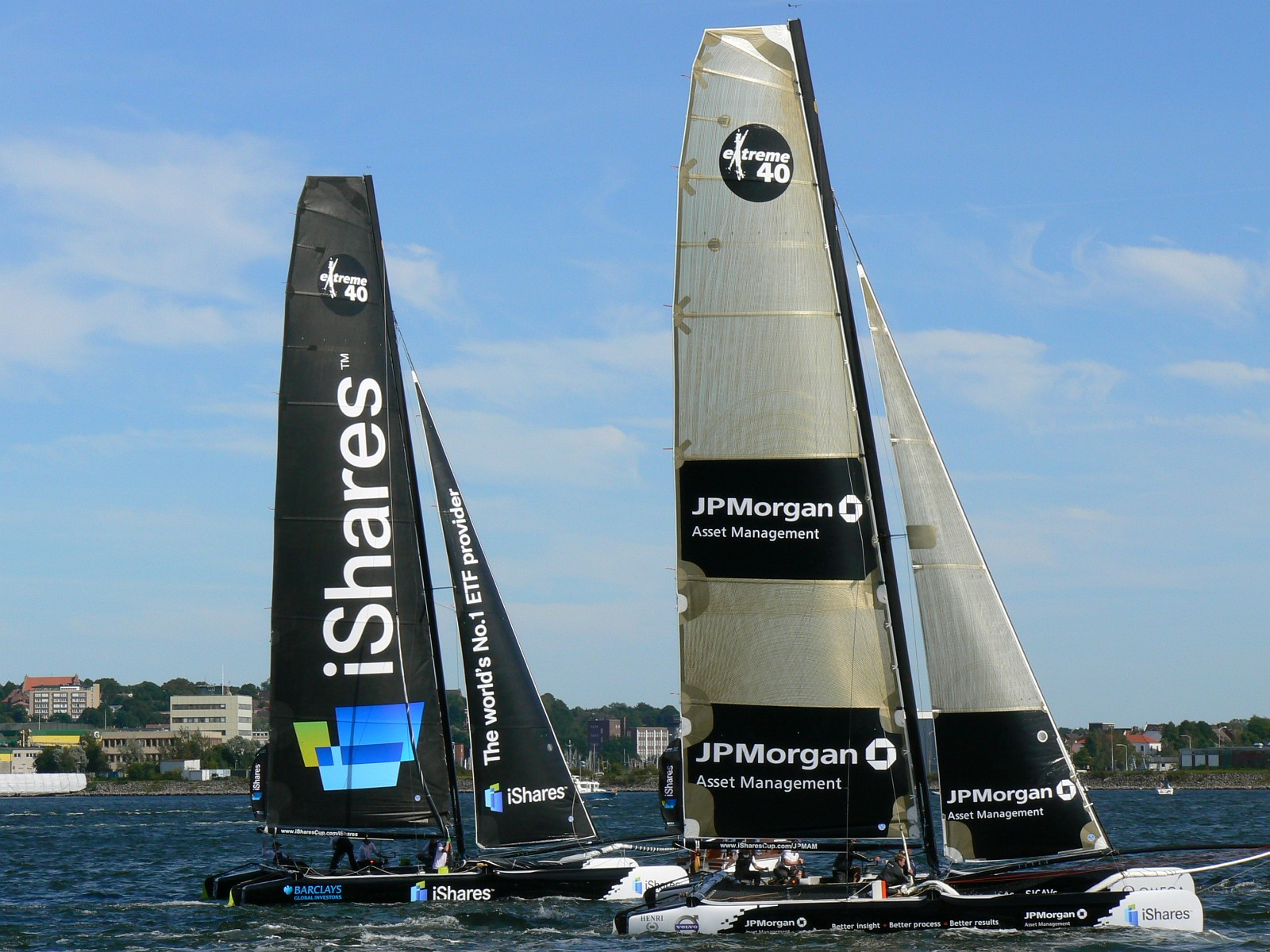
Extreme-40-Katamarane beim iShares Cup 2008 in der Kieler Förde

Extreme 40 ist eine Bootsklasse von Segelkatamaranen, die von TornadoSport entwickelt und von Yves Loday entworfen wurde und erstmals 2005 fuhren.
Die Rümpfe sind die namensgebenden 40 Fuß (12,19 Meter) lang und aus kohlenstofffaserverstärktem Kunststoff gefertigt. Die Gesamtbreite beträgt 26 Fuß (7,92 m) und die Verdrängung ist ca. 1250 kg. Mit einer Masthöhe von 62 Fuß (ca. 18,9 Meter) hat das Großsegel eine Fläche von 75 Quadratmeter, die Fock 25 m² und der Gennaker ist 78 m² groß.
Die Boote der Klasse erreichen eine Höchstgeschwindigkeit von ca. 40 Knoten (74 km/h) und können bei einer Windgeschwindigkeit von 20 bis 25 Knoten raumschots mit durchgehend 35 Knoten segeln. Sie erreichen somit 1,5-fache Windgeschwindigkeit.

## Regatten
Die ersten Rennen wurden 2005 im iShares Cup gefahren. Dieser findet sowohl in Asien als auch in Europa statt.